# Otoyol 1
Die Autobahn Otoyol 1 (türkisch Boğaziçi Köprüsü Otoyolu, kurz O-1) ist eine Stadtautobahn in İstanbul in der Türkei. Ein wesentlicher Bau der beidseitig dreispurig ausgebauten Straße ist die 1973 eröffnete Brücke der Märtyrer des 15. Juli.